# Joan Torres i Viza
Joan Torres i Viza (Mataró, 1853-Badalona, 1914) va ser un treballador del ram de corderia i polític català republicà, que va ser regidor de l'Ajuntament de Badalona i alcalde de la ciutat breument l'any 1898.
Va néixer a Mataró però va passar a viure a Badalona. Quan la llavors vila de Badalona va rebre el títol de ciutat el 1897 per part de la reina regent Maria Cristina, Torres presidia l'entitat recreativa Casino Apolo, que gaudia de molta popularitat a la ciutat. Va entrar també en la política i va ser regidor de l'Ajuntament entre 1895 i 1899. Destaca el fet que va ser alcalde de la ciutat entre els dies 11 i 27 de gener, a causa de la dimissió del conservador Joaquim Palay i Jaurés, que es va veure pressionat pels liberals, que ja havien ocupat el Govern d'Espanya en lloc dels conservadors. Posteriorment, Torres, sense abandonar els seus ideals republicans va virar cap a posicions més catalanistes.